# Каледонцы

Римская империя при Адриане (годы правления 117—138), с указанием местонахождения каледонцев, населявших в то время Каледонию к северу от Адрианова вала

Каледонцы, каледонии, лат. Caledonii, или же Каледонская конфедерация — название, которое римские историки дали группе аборигенных народов Шотландии в эпоху железного века, которых римляне первоначально причисляли к бриттам, однако позднее отнесли к пиктам.
Каледонцы были врагами римлян, которые в ту пору оккупировали большую часть Британии, где создали провинцию Римская Британия. Большая часть дошедших до нас сведений о каледонцах происходит от римлян, их врагов, поэтому к ней следует относиться с определённой сдержанностью.
Самоназвание каледонцев неизвестно. Название caledonii исследователи предлагали связать с валлийским словом caled «твёрдый, упорный» в сочетании с кельтским суффиксом интенсивности.
Как и многие другие обитатели древней Британии, каледонцы строили укрепления на холмах, занимались сельским хозяйством, вели войну против римлян с переменным успехом. Римлянам так и не удалось окончательно покорить территорию, которую они называли Каледония, очертания которой примерно соответствовали современной Шотландии.

## Оценки современных историков
Питер Солуэй считает, что каледонцы состояли из аборигенных пиктских племён азиатских кровей, к которым присоединились беглые бриттоязычные повстанцы, бежавшие от римлян с юга острова. К племени Caledonii, в честь которого была названа историческая Каледонская конфедерация, вероятно, присоединились во время его конфликта с римлянами и другие племена северно-центральной Шотландии, такие как вакомаги (англ.), тедзалы (англ.) и вениконы (англ.), упомянутые Птолемеем. Римлянам удалось достичь мира с бретонскими племенами, которые превратились в буферные государства на границе римских владений.

## История каледонцев с точки зрения римлян
В 83 или 84 г. каледонцы под предводительством Калгака, по сообщению Тацита, потерпели поражения от войск Гнея Юлия Агриколы при Граупийских горах. По отношению к Калгаку Тацит не употребляет таких терминов, как «монарх» или «царь», поэтому неясно, был ли у каледонцев единый правитель или же Калгак был лишь военным предводителем. Тацит отмечает такие физические характеристики каледонцев, как рыжие волосы и длинные части тела.
В 180 г. каледонцы приняли участие во вторжении в Британию, прорвавшись через Адрианов вал, причём римлянам не удавалось восстановить контроль в течение нескольких лет, до тех пор, пока договор с вторженцами не подписал губернатор Ульпий Марцелл. Это говорит о том, что каледонцы могли подписывать договоры от своего общего имени, то есть имели некоторого рода надплеменное руководство, а не состояли из не связанных друг с другом мелких племён. С другой стороны, римские историки используют термин «Caledonii» не только по отношению к собственно каледонцам, но и к другим племенам (как пиктам, так и бриттам), жившим к северу от Адрианова вала, при этом непонятно, идёт ли речь об отдельных группах или об объединениях племён.
В 197 г. н. э. Дион Кассий отмечает, что каледонцы участвовали в новом нападении на римскую границу, которое возглавили меты и бриганты, и толчком к которому послужил отвод римских гарнизонов с Адрианова вала, который осуществил Клодий Альбин. Кассий пишет, что каледонцы нарушили договоры, заключённые ими с Марцеллом несколько лет назад (Dio lxxvii, 12).
Губернатор, прибывший наблюдать за восстановлением контроля над Римской Британией после поражения Альбина, Вирий Луп, был вынужден купить у метов мир вместо того, чтобы сражаться с ними.
Следующее упоминание каледонцев относится к 209 году, когда они сдались императору Септимию Северу, лично возглавившему военную экспедицию на север от Адрианова вала. Геродиан и Дион писали, что результатом кампании стала уступка римлянам территории каледонцев. Как полагает историк Колин Мартин, Север в своей кампании стремился не навязать врагам сражение, а уничтожить плодородные сельскохозяйственные посевы на востоке Шотландии и довести каледонцев таким образом до голодной смерти.
К 210 году, однако, каледонцы вновь образовали союз с метами и повели против римлян новое наступление. Против них была отправлена карательная экспедиция, которую возглавил сын Севера, Каракалла, полный решимости уничтожить любое из северных племён, которые посмеют встать у него на пути. Север, между тем, готовился к полному завоеванию их территорий, однако к этому времени он был уже болен и умер в Эборакуме в 211 году. Каракалла попытался взять на себя командование войсками, но когда войска отказались признать его императором, он заключил мир с каледонцами и отступил к югу от Адрианова вала с тем, чтобы заявить претензии на трон.
В любом случае, в течение всего следующего столетия каледонцы упоминаются в письменных источниках лишь однажды, в надписи 230 г. из Колчестера, посвящении человека, который называет себя племянником (или внуком) Уэпогенуса, каледонца. Возможно, причиной этого является успех кампании Севера, в результате которой каледонцы были уничтожены.
В 305 г. Констанций Хлор вновь вторгся в земли северной Британии, хотя источники весьма расплывчато говорят о том, что он проник далеко на север и одержал великую победу над «каледонцами и прочими» (Panegyrici Latini Vetares, VI (VII) vii 2). Это событие примечательно тем, что в данном случае для обозначения обитателей региона впервые применяется термин «пикты».

## Археологические свидетельства
Каледонцы не отождествлены с определённой археологической культурой, однако уже сейчас можно описать поселения, существовавшие в Каледонии во времена существования данного народа.
Крепости на холмах, возводившиеся от Севернойоркских болот и до Шотландской возвышенности с начала железного века, по размеру намного меньше, чем крепости на юге Британии, их площадь редко превышает 10000 м². Нет сведений о том, что каледонцы населяли их постоянно, поскольку планировка их поселений обычно довольно разбросанная. Можно предположить о частых военных конфликтах в этот период.
Ко времени римского вторжения произошло изменения: фермы стали менее укреплёнными, зато в них лучше были оборудованы убежища от захватчиков, вокруг них возводились земляные валы. На этих укреплённых фермах, по-видимому, обитали семьи или группы соседей, объединённых родственными связями.
Причина отказа от крепостей на холмах в пользу ферм, окружённых валами, непонятна. Барри Канлифф считает, что к тому времени острота конкуренции за ресурсы снизилась в связи со снижением численности населения, и по этой причине демонстрация внушительности своего поселения стала менее актуальной. Согласно альтернативной точке зрения, опирающейся на находки римских материалов, социальный статус в этот период было легче подчеркнуть наличием импортных украшений, чем сооружением внушительного жилища.